# Arturo Toscanini
Arturo Toscanini (Parma, 25. ožujka 1867. – New York, 16. siječnja 1957.), talijanski dirigent
Karijeru je počeo kao violončelist i zborovođa talijanske operne trupe, s kojom je debitirao kao dirigent 1886. prigodom tureneje u Rio de Janeiru. Nakon toga angažiran je u talijanskim opernim kazalištima, nekoliko puta je vodio milansku Scalu, bio je dirigent Metropolitana u New Yorku, newyorške filharmonije, a od 1937. do 1954. vodio je za njega osnovani orkestar National Broadcasting Corporation. Uz to je gostovao širom svijeta. 
Smatran je najvećim talijanskim dirigentom svojega doba. Postavljao je težište na najveću moguću preciznost i poštovanje autorskih intencija, razrađivao partituru u tančine, dirigirao uvijek napamet i vrlo jednostavnim kretanjama autoritativno vladao orkestrom. Tijekom šest desetljeća djelatnosti ostvario je opsežan repertoar, u kojemu se izdvajaju interpretacije djela Verdija, Wagnera, Puccinija (svjetska praizvedbe opera "La Boheme", "Čedo Zapada" i "Turandot"), Mozarta, Beethovena, Brahmsa i Schuberta. 